# Aciagrion olympicum
Aciagrion olympicum är en trollsländeart som beskrevs av Harry Hyde Laidlaw, Jr. 1919. Aciagrion olympicum ingår i släktet Aciagrion och familjen dammflicksländor. Inga underarter finns listade i Catalogue of Life.
Arten förekommer i nordöstra Indien i delstaterna Sikkim, Arunachal Pradesh och West Bengal samt i angränsande regioner av Bhutan och Nepal. Hos Aciagrion olympicum sker fortplantningen i områden intill vattenansamlingar som liknar marskland. Sjöarna och dammarna ligger främst i dalgångar.
Aciagrion olympicum är inte sällsynt och för beståndet är inga hot kända. IUCN kategoriserar arten globalt som livskraftig.